# Marsha Mason
Marsha Mason (ur. 3 kwietnia 1942 w Saint Louis) − amerykańska aktorka i reżyserka filmowa, czterokrotnie nominowana do Oscara w kategorii „Najlepsza aktorka pierwszoplanowa” za występ w melodramacie Marka Rydella Przepustka dla marynarza (1973), komedii romantycznej Herberta Rossa Dziewczyna na pożegnanie (1977), Rozdział drugi (1979) i komediodramacie Tylko gdy się śmieję (1981). Jest gwiazdą St. Louis Walk of Fame.

## Życiorys
Urodziła się w Saint Louis w Missouri w rodzinie rzymskokatolickiej, jako córka Jacqueline Heleny (z domu Rakowski) i Jamesa Josepha Masona, malarza. Wychowywała się z młodszą siostrą Lindą (ur. 1943) na Elmont Lane w Crestwood. Uczęszczała do prywatnej szkoły katolickiej dla dziewcząt Nerinx Hall High School w Webster Groves i Webster College.
W latach 1965–1970 była żoną aktora Gary’ego Campbella. 25 października 1973 wyszła za mąż za dramaturga i scenarzystę Neila Simona, a także zagrała w kilku filmach na podstawie jego sztuk, w tym Dziewczyna na pożegnanie, Rozdział drugi, Tylko gdy się śmieję, Tani detektyw i Powrót Maxa Dugana. Jednak 7 lipca 1983 doszło do rozwodu.

## Filmografia

### filmy fabularne
- 1973: Przepustka dla marynarza (Cinderella Liberty) jako Maggie Paul
- 1977: Dziewczyna na pożegnanie (The Goodbye Girl) jako Paula McFadden
- 1978: Tani detektyw (The Cheap Detective) jako Georgia Merkle
- 1979: Rozdział drugi (Chapter Two) jako Jennie MacLaine
- 1983: Powrót Maxa Dugana (Max Dugan Returns) jako Nora McPhee
- 1981: Tylko gdy się śmieję (Only When I Laugh) jako Georgia Hines
- 1986: Wzgórze złamanych serc (Heartbreak Ridge) jako Aggie
- 1994: Kocham kłopoty (I Love Trouble) jako senator Gayle Robbins
- 1995: Na żywo (Nick of Time) jako gubernator Eleanor Grant
- 2004: Duma i uprzedzenie (Bride and Prejudice) jako Catherine Darcy

### seriale TV
- 1969: Dark Shadows jako Audrey
- 1971: Where the Heart Is jako Laura Blackburn
- 1971–72: Love of Life jako Judith Cole
- 1992: Kroniki Seinfelda jako Jennie MacLaine (głos)
- 1993: Tylko jedno życie jako Sabrina
- 1997–98: Frasier jako Sherry Dempsey
- 2001: Historia Judy Garland jako Ethel Gumm
- 2008: Szminka w wielkim mieście jako Lorraine Lipman
- 2008: Poślubione armii jako Charlotte Meade
- 2010–2017: Pępek świata jako Pat Spence
- 2015–16: Madam Secretary jako dr Kinsey Sherman
- 2016: Żona idealna jako sędzina Louisa Page
- 2016-: Grace i Frankie jako Arlene

## Nagrody
- Złoty Glob
  - 1973: Przepustka dla marynarza (Najlepsza Aktorka w Dramacie)
  - 1977: Dziewczyna na pożegnanie (Najlepsza Aktorka w Musicalu lub Komedii)